# Oleg Witaljewitsch Chlewnjuk

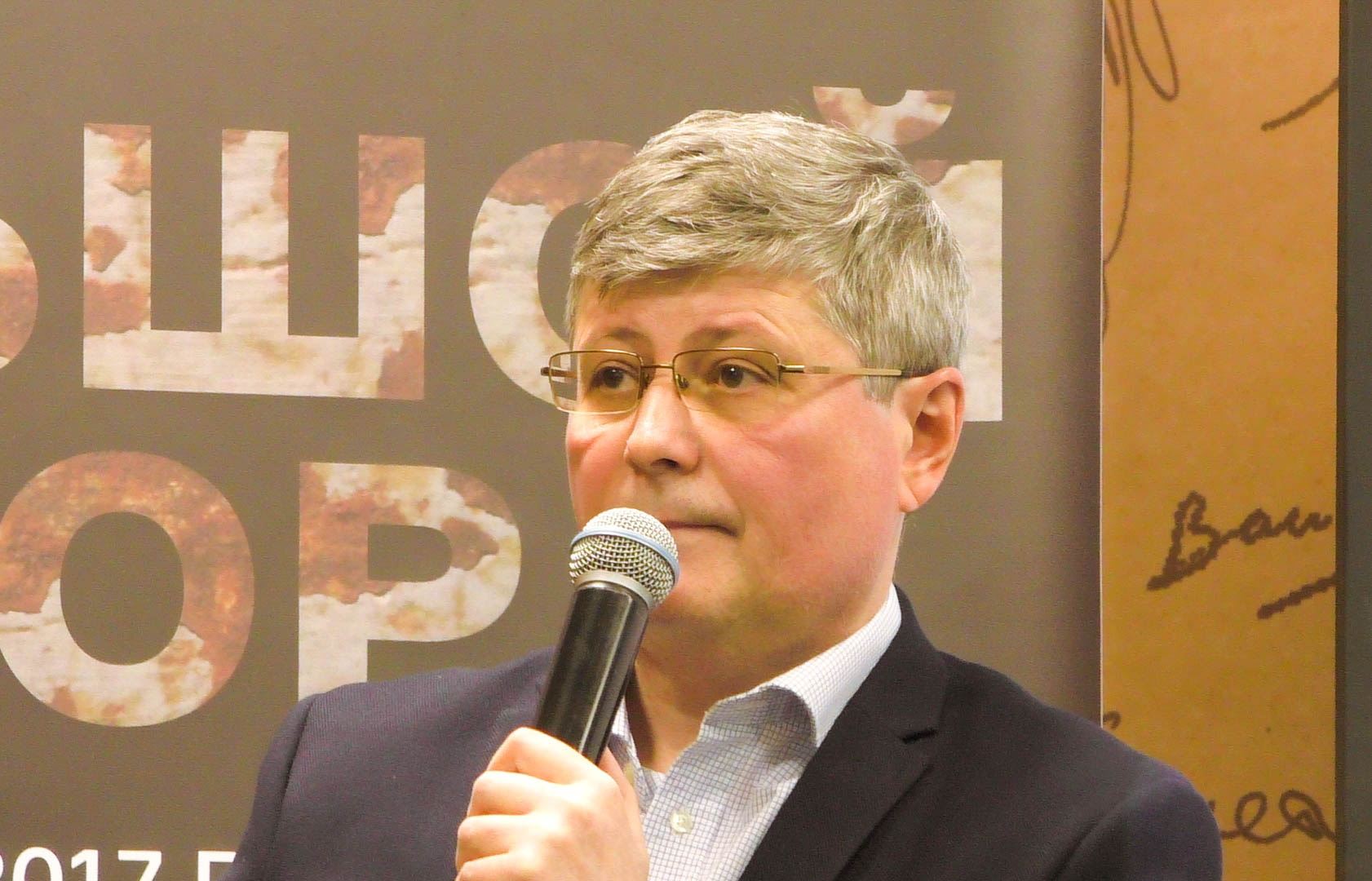
Oleg Witaljewitsch Chlewnjuk, 2017

Oleg Witaljewitsch Chlewnjuk (russisch Олег Витальевич Хлевнюк; * 7. Juli 1959 in Winnyzja, USSR) ist ein russischer Historiker. Er tat sich vor allem mit Veröffentlichungen zum Stalinismus in der Sowjetunion hervor.
Seit 1994 arbeitet er am Staatsarchiv der Russischen Föderation.

## Werke
- (mit Wladimir Alexandrowitsch Koslow) Beginnen mit den Menschen. Der menschliche Faktor beim sozialistischen Aufbau. Ergebnisse und Lehren der 30er Jahre. (russisch) („Начинается с человека: Человеческий фактор в социалистическом строительстве: итоги и уроки 30-х годов.“) Politisdat, 1988.
- Die Aktivisten des ersten Fünfjahrplans. (russisch) („Ударники первой пятилетки.“) Snanije, Moskau 1989.
- Das Politbüro. Mechanismen der politischen Macht in der Sowjetunion der dreißiger Jahre. Übersetzt von Ruth und Heinz Deutschland. Hamburger Ed., Hamburg 1998, ISBN 3-930908-38-7.
- The History of the Gulag: From Collectivization to the Great Terror. Yale University Press, New Haven 2004, ISBN 0-300-09284-9.
- (mit Yoram Gorlizki) Cold Peace: Stalin and the Soviet Ruling Circle, 1945–1953. Oxford University Press, Oxford 2004, ISBN 0-19-516581-0.
- Stalin: Eine Biographie. Übersetzt von Helmut Dierlamm. Siedler Verlag, München 2015, ISBN 978-3-8275-0057-1.